# 白亨福
白亨福（？—1953年），北韓政治人物，國內派人，文獻鮮有記載其生平，只知他曾於南韓情報機關工作，後投奔到北韓當間諜，又曾在社會安全省工作，後來晉升為內務省幹部。1953年8月，即韓戰結束不久後，國內派首領李承燁被時任最高領導人金日成控為顛覆政府的間諜，白亨福也被指是受美國指使下潛入北韓、偷取軍事機密的同謀而於同年被處決。

## 資料來源
1. ↑  이승엽
2. ↑  박헌영 1955년 판결문 [朴憲永　1955年判決文]